# Jorge Esquivel
Jorge Esquivel (La Habana, 1950) es un bailarín, coreógrafo y maestro de ballet cubano, primera figura del Ballet Nacional de Cuba.

## Biografía
Estudió y se graduó en la Escuela Nacional de Arte de Cubanacán, donde fue alumno de Alicia Alonso, Fernando Alonso, Azari Plisetsky y Anna Leontieva.
Comenzó su carrera profesional en 1967. Desde 1972 hasta 1986, ocupó el rango de primer bailarín del Ballet Nacional de Cuba. Durante ese tiempo fue el partenaire oficial de la prima ballerina absoluta Alicia Alonso, hasta que dejó la compañía en 1986. Junto a ella estrenó los papeles principales de los ballets Edipo Rey (1970), Un retablo para Romeo y Julieta (1969), Diógenes ante el tonel (1971) y Génesis (1978), entre otros. 
También bailó con otras grandes figuras del ballet como Margot Fonteyn, Cynthia Gregory, Maya Plizetskaya y Carla Fracci. Asimismo compartió el escenario con colegas del arte como Mijaíl Barýshnikov y Rudolf Nuréyev.  
En 1986 abandonó la compañía cubana, aunque siguió bailando como figura invitada en otras muchas compañías internacionales. 
En 1993 se marchó a Estados Unidos para impartir clases en la Escuela del Ballet de San Francisco, donde poco después fue nombrado Principal Bailarín de Carácter. 